# Seznam nejvyšších budov v San Franciscu

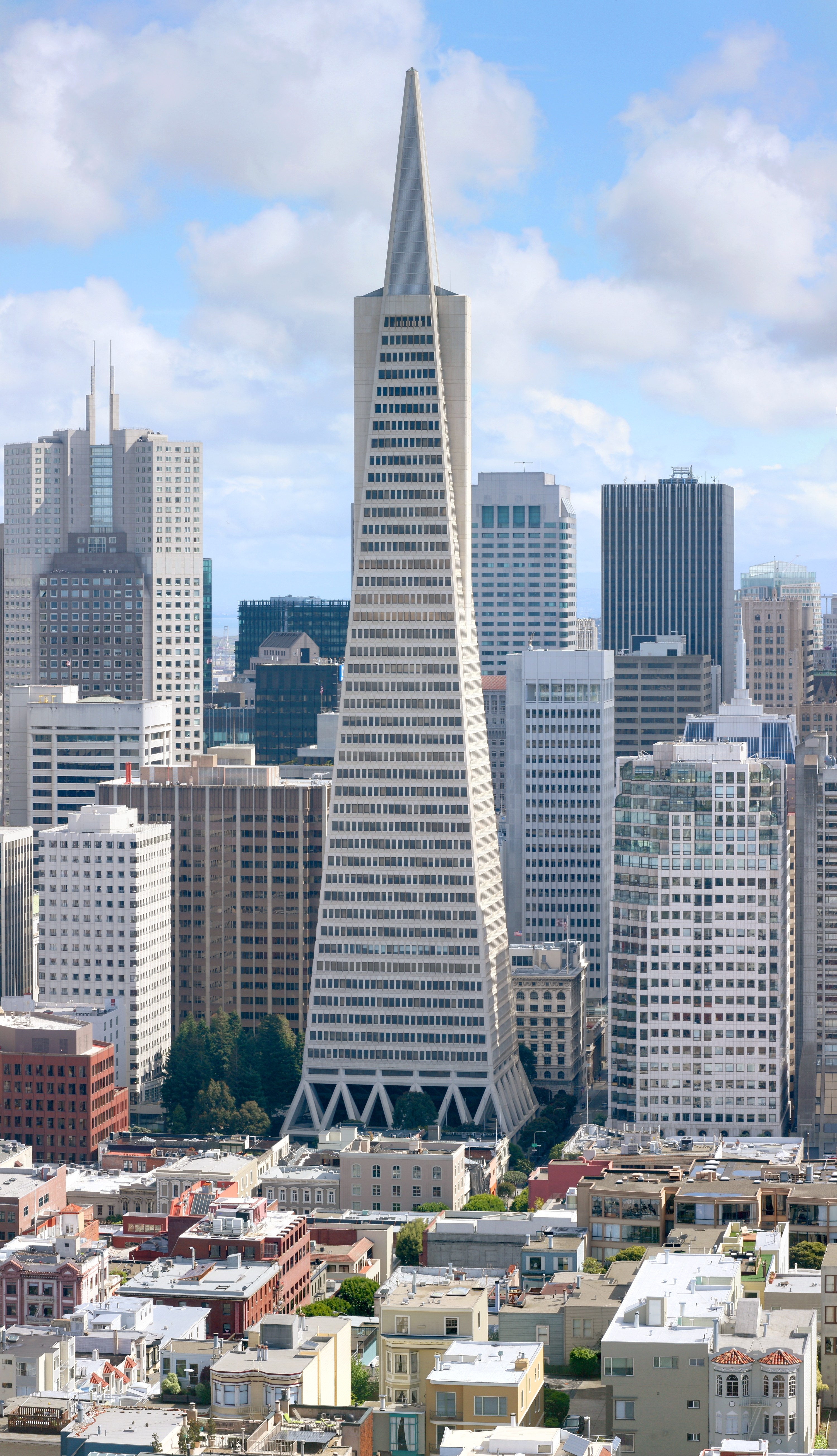
Transamerica Pyramid

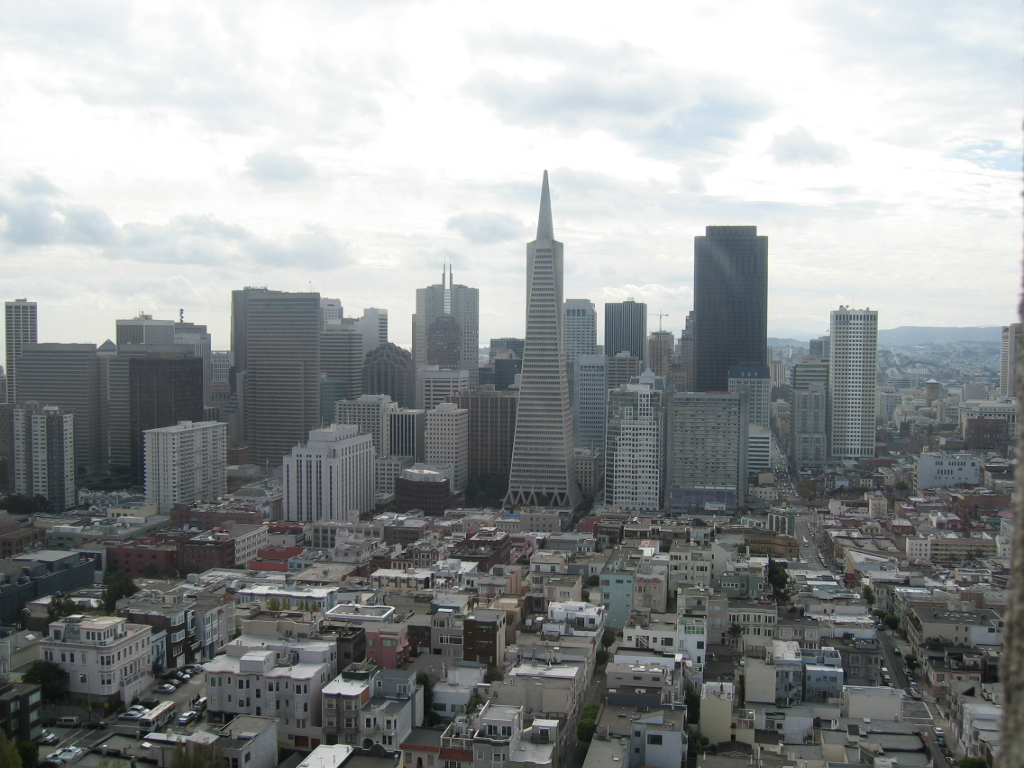
Pohled na centrum města

Seznam třiceti nejvyšších budov stojících v San Franciscu (Kalifornie, USA). Platný v roce 2018.
| Pořadí  | Název                           | Výška [m] | Podlaží | Rok dokončení |
| ------- | ------------------------------- | --------- | ------- | ------------- |
| 1       | Salesforce Tower                | 326       | 61      | 2018          |
| 2       | Transamerica Pyramid            | 260       | 48      | 1972          |
| 3       | 181 Fremont                     | 245       | 56      | 2018          |
| 4       | 555 California Street           | 237       | 52      | 1969          |
| 5       | 345 California Center           | 212       | 48      | 1986          |
| 6       | Millennium Tower                | 197       | 58      | 2009          |
| 7       | One Rincon Hill - South Tower   | 185       | 54      | 2008          |
| 8 – 9   | 50 Fremont Center               | 183       | 43      | 1985          |
| 8 – 9   | 101 California Street           | 183       | 48      | 1982          |
| 10      | Chevron Tower                   | 175       | 40      | 1975          |
| 11      | Four Embarcadero Center         | 174       | 45      | 1982          |
| 12      | One Embarcadero Center          | 173       | 45      | 1971          |
| 13      | 44 Montgomery Street            | 172       | 43      | 1967          |
| 14      | Spear Tower                     | 172       | 43      | 1976          |
| 15      | Citicorp Center                 | 168       | 39      | 1984          |
| 16      | One Rincon Hill – North Tower   | 165       | 50      | 2014          |
| 17      | Shaklee Terraces                | 164       | 38      | 1979          |
| 18 – 19 | First Market Tower              | 161       | 39      | 1973          |
| 18 – 19 | McKesson Plaza                  | 161       | 38      | 1969          |
| 20      | 425 Market Street               | 160       | 38      | 1973          |
| 21      | Telesis Tower                   | 152       | 38      | 1982          |
| 22      | 333 Bush Street                 | 151       | 43      | 1986          |
| 23      | Hilton San Francisco Tower 1    | 150       | 46      | 1971          |
| 24      | Pacific Gas & Electric Building | 150       | 34      | 1971          |
| 25      | 50 California Street            | 148,5     | 37      | 1972          |
| 26      | St. Regis Museum Tower          | 148       | 42      | 2005          |
| 27      | 555 Mission Street              | 147       | 33      | 2008          |
| 28      | 100 Pine Center                 | 145       | 33      | 1972          |
| 29      | 45 Fremont Center               | 145       | 34      | 1978          |
| 30      | 333 Market Street               | 144       | 33      | 1979          |